# Ільдебад
Ільдебад (Hildebad; ? — 541) — король остготів у 540-541.

## Життєпис
Був небожем Теудіса, короля вестготів. Про молоді роки нічого невідомо. Ільдебад був одним з військовиків короля Вітігеса під час війни з Візантійською імперією.
У 539 брав участь в облозі Медіолану (сучасний Мілан).
У 540 після поразки короля та падіння Равенни, Ільдебад відмовився здатися, незважаючи на те, що його родина потрапила у полон до візантійців.
Спочатку кандидатом на трон був Урайя (небіж Вітігеса), що стояв у Павії. Проте той відмовився. Після цього у Вероні королем оголосили Ільдебада, розраховуючи на його родинні зв'язки з вестготським королем.
Ставши королем Ільдебад відразу спрямував посольство до вестготів з проханням щодо військової підтримки, втім марно — Теудіс відмовився підтримати остготів. Своєю столицею Ільдебад зробив Павію, що мала міцні укріплення. Після цього перейшов у наступ, скориставшись відсутністю візантійського військовика Велізарія.
У 541 остготи перемогли візантійців у битві при Тревізії, внаслідок чого Ільдебад відвоював Лігурію та Венетію, а незабаром — усю долину річки По.
У 541 за наказом Ільдебада вбито Урайю, оскільки король побоювався амбіцій останнього. Проте вже у травні того ж року короля було вбито на бенкеті гепідським охоронцем. Новим королем було обрано Ераріка.